# Oxalis natans
Oxalis natans är en harsyreväxtart som beskrevs av Carl von Linné d.y.. Oxalis natans ingår i släktet oxalisar, och familjen harsyreväxter. Inga underarter finns listade i Catalogue of Life.